# Ñiquén
Ñiquén is een gemeente in de Chileense provincie Punilla in de regio Ñuble. Ñiquén telde 11.152 inwoners in 2017 en heeft een oppervlakte van 493 km².